# PReP
PowerPC Reference Platform (PReP) — стандартная архитектура для компьютеров с процессорами PowerPC. Она была создана IBM в 1994 и позволила поставщикам создать машины, работающие с различными операционными системами, включая AIX, OS/2, Solaris, Taligent и Windows NT.
В 1996 Sun Microsystems портировала Solaris 2.5.1 на платформу PReP. Идёт работа по портированию OpenSolaris (проект Polaris).